# Pallavolo ai I Giochi europei - Torneo maschile
Il torneo maschile di pallavolo ai I Giochi europei si è svolto dal 13 al 27 giugno 2015 a Baku, in Azerbaigian, durante i I Giochi europei: al torneo hanno partecipato dodici squadre nazionali europee e la vittoria finale è andata per la prima volta alla Germania.

## Impianti
|                                                                      |  |  |
|                                                                      |  |  |
| Baku Crystal Hall Città: Baku Capienza: 25 000 Anno d'apertura: 2012 |  |  |

## Regolamento
Le squadre hanno disputato una prima fase a gironi con formula del girone all'italiana; al termine della prima fase le prime quattro classificate di ogni girone hanno acceduto alla fase finale strutturata in ottavi di finale, quarti di finale, semifinali, finale per il terzo posto e finale.

## Squadre partecipanti
| Squadra     | Qualificazione                       | Ultima partecipazione |
| ----------- | ------------------------------------ | --------------------- |
| Azerbaigian | Paese organizzatore                  | Debutto               |
| Belgio      | 9ª nel ranking CEV                   | Debutto               |
| Bulgaria    | 5ª nel ranking CEV                   | Debutto               |
| Finlandia   | 8ª nel ranking CEV                   | Debutto               |
| Francia     | 7ª nel ranking CEV                   | Debutto               |
| Germania    | 6ª nel ranking CEV                   | Debutto               |
| Italia      | 2ª nel ranking CEV                   | Debutto               |
| Polonia     | 4ª nel ranking CEV                   | Debutto               |
| Russia      | 1ª nel ranking CEV                   | Debutto               |
| Serbia      | 3ª nel ranking CEV                   | Debutto               |
| Slovacchia  | 1ª nel ranking CEV (European League) | Debutto               |
| Turchia     | 2ª nel ranking CEV (European League) | Debutto               |

## Torneo

### Fase a gironi
| Girone A    | Girone B   |
| ----------- | ---------- |
| Azerbaigian | Belgio     |
| Finlandia   | Bulgaria   |
| Francia     | Germania   |
| Polonia     | Italia     |
| Serbia      | Russia     |
| Turchia     | Slovacchia |

#### Girone A

##### Risultati
| 14 giugno 2015 Baku Crystal Hall, Baku Durata: 1h:47 - Spettatori: 1 000 | Serbia      | 1 - 3 | Turchia     | 15-25, 25-21, 20-25, 18-25        |
| 14 giugno 2015 Baku Crystal Hall, Baku Durata: 2h:24 - Spettatori: 2 200 | Azerbaigian | 2 - 3 | Finlandia   | 25-22, 25-21, 18-25, 18-25, 13-15 |
| 14 giugno 2015 Baku Crystal Hall, Baku Durata: 2h:13 - Spettatori: 150   | Polonia     | 3 - 2 | Francia     | 25-27, 25-20, 25-20, 10-25, 15-10 |
| 16 giugno 2015 Baku Crystal Hall, Baku Durata: 1h:33 - Spettatori: 850   | Finlandia   | 0 - 3 | Francia     | 24-26, 23-25, 23-25               |
| 16 giugno 2015 Baku Crystal Hall, Baku Durata: 2h:22 - Spettatori: 2 250 | Turchia     | 2 - 3 | Polonia     | 20-25, 19-25, 30-28, 25-22, 13-15 |
| 16 giugno 2015 Baku Crystal Hall, Baku Durata: 1h:27 - Spettatori: 1 500 | Azerbaigian | 0 - 3 | Serbia      | 22-25, 18-25, 19-25               |
| 18 giugno 2015 Baku Crystal Hall, Baku Durata: 1h:17 - Spettatori: 2 100 | Finlandia   | 0 - 3 | Turchia     | 14-25, 16-25, 13-25               |
| 18 giugno 2015 Baku Crystal Hall, Baku Durata: 1h:14 - Spettatori: 2 350 | Azerbaigian | 0 - 3 | Francia     | 17-25, 16-25, 18-25               |
| 18 giugno 2015 Baku Crystal Hall, Baku Durata: 2h:05 - Spettatori: 100   | Serbia      | 2 - 3 | Polonia     | 25-13, 25-21, 15-25, 23-25, 9-15  |
| 20 giugno 2015 Baku Crystal Hall, Baku Durata: 1h:24 - Spettatori: 1 400 | Francia     | 3 - 0 | Turchia     | 25-23, 25-19, 25-16               |
| 20 giugno 2015 Baku Crystal Hall, Baku Durata: 1h:27 - Spettatori: 2 400 | Serbia      | 3 - 0 | Finlandia   | 25-16, 28-26, 25-20               |
| 20 giugno 2015 Baku Crystal Hall, Baku Durata: 1h:10 - Spettatori: 2 100 | Polonia     | 3 - 0 | Azerbaigian | 25-14, 25-13, 25-17               |
| 22 giugno 2015 Baku Crystal Hall, Baku Durata: 1h:20 - Spettatori: 1 500 | Polonia     | 3 - 0 | Finlandia   | 25-21, 25-20, 25-10               |
| 22 giugno 2015 Baku Crystal Hall, Baku Durata: 2h:00 - Spettatori: 2 300 | Francia     | 3 - 2 | Serbia      | 21-25, 17-25, 25-23, 25-18, 15-11 |
| 22 giugno 2015 Baku Crystal Hall, Baku Durata: 2h:14 - Spettatori: 2 750 | Turchia     | 3 - 2 | Azerbaigian | 25-18, 25-17, 22-25, 21-25, 20-18 |

##### Classifica
| Pos | Squadra     | Pt | G | V | P | SV | SP | Ratio | PF  | PS  | Ratio |
| --- | ----------- | -- | - | - | - | -- | -- | ----- | --- | --- | ----- |
| 1   | Polonia     | 12 | 5 | 5 | 0 | 15 | 6  | 2.500 | 464 | 401 | 1.157 |
| 2   | Francia     | 12 | 5 | 4 | 1 | 14 | 5  | 2.800 | 431 | 381 | 1.131 |
| 3   | Turchia     | 9  | 5 | 3 | 2 | 11 | 9  | 1.222 | 449 | 414 | 1.084 |
| 4   | Serbia      | 8  | 5 | 2 | 3 | 11 | 9  | 1.222 | 430 | 419 | 1.026 |
| 5   | Finlandia   | 2  | 5 | 1 | 4 | 3  | 14 | 0.214 | 334 | 403 | 0.828 |
| 6   | Azerbaigian | 2  | 5 | 0 | 5 | 4  | 15 | 0.266 | 356 | 446 | 0.798 |

#### Girone B

##### Risultati
| 14 giugno 2015 Baku Crystal Hall, Baku Durata: 2h:04 - Spettatori: 1 480 | Slovacchia | 3 - 1 | Italia     | 25-23, 25-22, 22-25, 25-21        |
| 14 giugno 2015 Baku Crystal Hall, Baku Durata: 2h:14 - Spettatori: 2 300 | Belgio     | 2 - 3 | Bulgaria   | 16-25, 25-23, 20-25, 25-23, 11-15 |
| 14 giugno 2015 Baku Crystal Hall, Baku Durata: 2h:05 - Spettatori: 2 100 | Germania   | 1 - 3 | Russia     | 20-25, 25-20, 23-25, 21-25        |
| 16 giugno 2015 Baku Crystal Hall, Baku Durata: 1h:19 - Spettatori: 1 050 | Russia     | 3 - 0 | Belgio     | 25-18, 25-18, 25-23               |
| 16 giugno 2015 Baku Crystal Hall, Baku Durata: 1h:25 - Spettatori: 400   | Germania   | 3 - 0 | Slovacchia | 25-18, 25-18, 25-23               |
| 16 giugno 2015 Baku Crystal Hall, Baku Durata: 2h:05 - Spettatori: 1 700 | Bulgaria   | 3 - 1 | Italia     | 25-21, 22-25, 34-32, 25-19        |
| 18 giugno 2015 Baku Crystal Hall, Baku Durata: 1h:23 - Spettatori: 1 100 | Bulgaria   | 0 - 3 | Germania   | 20-25, 18-25, 22-25               |
| 18 giugno 2015 Baku Crystal Hall, Baku Durata: 1h:56 - Spettatori: 1 000 | Russia     | 3 - 1 | Slovacchia | 24-26, 25-17, 25-18, 25-20        |
| 18 giugno 2015 Baku Crystal Hall, Baku Durata: 2h:09 - Spettatori: 2 200 | Italia     | 2 - 3 | Belgio     | 24-26, 25-16, 19-25, 25-12, 13-15 |
| 20 giugno 2015 Baku Crystal Hall, Baku Durata: 1h:54 - Spettatori: 900   | Slovacchia | 3 - 1 | Belgio     | 25-22, 19-25, 25-21, 25-19        |
| 20 giugno 2015 Baku Crystal Hall, Baku Durata: 1h:57 - Spettatori: 3 000 | Russia     | 1 - 3 | Bulgaria   | 22-25, 25-18, 23-25, 17-25        |
| 20 giugno 2015 Baku Crystal Hall, Baku Durata: 1h:24 - Spettatori: 500   | Germania   | 3 - 0 | Italia     | 25-18, 25-22, 27-25               |
| 22 giugno 2015 Baku Crystal Hall, Baku Durata: 1h:16 - Spettatori: 1 200 | Belgio     | 0 - 3 | Germania   | 22-25, 11-25, 21-25               |
| 22 giugno 2015 Baku Crystal Hall, Baku Durata: 1h:18 - Spettatori: 2 250 | Bulgaria   | 3 - 0 | Slovacchia | 25-14, 25-17, 25-19               |
| 22 giugno 2015 Baku Crystal Hall, Baku Durata: 1h:24 - Spettatori: 200   | Italia     | 0 - 3 | Russia     | 17-25, 15-25, 30-32               |

##### Classifica
| Pos | Squadra    | Pt | G | V | P | SV | SP | Ratio | PF  | PS  | Ratio |
| --- | ---------- | -- | - | - | - | -- | -- | ----- | --- | --- | ----- |
| 1   | Germania   | 12 | 5 | 4 | 1 | 13 | 3  | 4.333 | 391 | 330 | 1.184 |
| 2   | Russia     | 12 | 5 | 4 | 1 | 13 | 5  | 2.600 | 438 | 384 | 1.140 |
| 3   | Bulgaria   | 11 | 5 | 4 | 1 | 12 | 7  | 1.714 | 445 | 406 | 1.096 |
| 4   | Slovacchia | 6  | 5 | 2 | 3 | 7  | 11 | 0.636 | 378 | 427 | 0.885 |
| 5   | Belgio     | 3  | 5 | 1 | 4 | 6  | 14 | 0.428 | 391 | 461 | 0.848 |
| 6   | Italia     | 1  | 5 | 0 | 5 | 4  | 15 | 0.266 | 421 | 456 | 0.923 |

### Fase finale
|  | Quarti     | Quarti   |          |        | Semifinali         | Semifinali         |  |  | Finale 1º/2º posto | Finale 1º/2º posto |
|  |            |          |          |        |                    |                    |  |  |                    |                    |
|  |            |          |          |        |                    |                    |  |  |                    |                    |
|  |            |          |          |        |                    |                    |  |  |                    |                    |
|  | Polonia    | 3        |          |        |                    |                    |  |  |                    |                    |
|  | Polonia    | 3        |          |        |                    |                    |  |  |                    |                    |
|  | Slovacchia | 0        |          |        |                    |                    |  |  |                    |                    |
|  | Slovacchia | 0        | Polonia  | 2      |                    |                    |  |  |                    |                    |
|  |            |          | Polonia  | 2      |                    |                    |  |  |                    |                    |
|  |            | Bulgaria | 3        |        |                    |                    |  |  |                    |                    |
|  | Turchia    | Bulgaria | 3        | 1      |                    |                    |  |  |                    |                    |
|  | Turchia    |          |          | 1      |                    |                    |  |  |                    |                    |
|  | Bulgaria   | 3        |          |        |                    |                    |  |  |                    |                    |
|  | Bulgaria   | 3        | Bulgaria | 1      |                    |                    |  |  |                    |                    |
|  |            |          | Bulgaria | 1      |                    |                    |  |  |                    |                    |
|  |            | Germania | 3        |        |                    |                    |  |  |                    |                    |
|  | Francia    | Germania | 3        | 0      |                    |                    |  |  |                    |                    |
|  | Francia    |          |          | 0      |                    |                    |  |  |                    |                    |
|  | Russia     | 3        |          |        |                    |                    |  |  |                    |                    |
|  | Russia     | 3        | Russia   | 1      | Finale 3º/4º posto | Finale 3º/4º posto |  |  |                    |                    |
|  |            |          | Russia   | 1      | Finale 3º/4º posto | Finale 3º/4º posto |  |  |                    |                    |
|  |            | Germania | 3        |        |                    |                    |  |  |                    |                    |
|  | Serbia     | Germania | 3        | 0      | Polonia            | 1                  |  |  |                    |                    |
|  | Serbia     |          |          | 0      | Polonia            | 1                  |  |  |                    |                    |
|  | Germania   | 3        |          | Russia | 3                  |                    |  |  |                    |                    |
|  | Germania   | 3        |          |        | 3                  |                    |  |  |                    |                    |
|  |            |          |          |        |                    |                    |  |  |                    |                    |
|  |            |          |          |        |                    |                    |  |  |                    |                    |

#### Quarti di finale
| 24 giugno 2015 Baku Crystal Hall, Baku Durata: 1h:27 - Spettatori: 3 000 | Polonia | 3 - 0 | Slovacchia | 25-16, 25-23, 25-19        |
| 24 giugno 2015 Baku Crystal Hall, Baku Durata: 1h:57 - Spettatori: 2 450 | Turchia | 1 - 3 | Bulgaria   | 26-24, 19-25, 17-25, 20-25 |
| 24 giugno 2015 Baku Crystal Hall, Baku Durata: 1h:32 - Spettatori: 2 000 | Francia | 0 - 3 | Russia     | 23-25, 23-25, 22-25        |
| 24 giugno 2015 Baku Crystal Hall, Baku Durata: 1h:30 - Spettatori: 2 800 | Serbia  | 0 - 3 | Germania   | 24-26, 24-26, 17-25        |

#### Semifinali
| 26 giugno 2015 Baku Crystal Hall, Baku Durata: 2h:09 - Spettatori: 2 300 | Polonia | 2 - 3 | Bulgaria | 14-25, 25-19, 22-25, 25-23, 13-15 |
| 26 giugno 2015 Baku Crystal Hall, Baku Durata: 1h:56 - Spettatori: 2 000 | Russia  | 1 - 3 | Germania | 17-25, 25-18, 18-25, 18-25,       |

#### Finale 3º posto
| 28 giugno 2015 Baku Crystal Hall, Baku Durata: 2h:14 - Spettatori: 3 300 | Polonia | 1 - 3 | Russia | 24-26, 25-23, 23-25, 23-25 |

#### Finale
| 28 giugno 2015 Baku Crystal Hall, Baku Durata: 1h:57 - Spettatori: 3 300 | Bulgaria | 1 - 3 | Germania | 16-25, 18-25, 31-29, 21-25 |

## Podio

### Campione
Formazione: 1 Christian Fromm, 5 Sebastian Kühner, 6 Denys Kaliberda, 8 Marcus Böhme, 10 Jochen Schöps, 11 Lukas Kampa, 12 Ferdinand Tille, 14 Tom Strohbach, 15 Tim Broshog, 17 Jan Zimmermann, 18 Michael Andrei, 19 Björn Höhne, 20 Matthias Pompe, 22 Falko Steinke, CT: Vital Heynen

### Secondo posto
Formazione: 1 Georgi Bratoev, 3 Rozalin Penčev, 4 Martin Bozhilov, 5 Svetoslav Gocev, 6 Velizar Černokožev, 7 Branimir Grozdanov, 9 Dobromir Dimitrov, 10 Valentin Bratoev, 12 Jani Jeliazkov, 15 Todor Aleksiev, 18 Nikolaj Nikolov, 20 Borislav Apostolov, 21 Ventsislav Ragin, 22 Petar Karakašev, CT: Plamen Konstantinov

### Terzo posto
Formazione: 2 Il'ja Vlasov, 3 Dimitrij Kovalev, 4 Ivan Demakov, 9 Igor' Kobzar', 10 Aleksandr Markin, 11 Igor' Filippov, 12 Akesej Kabešov, 14 Aleksandr Kimerov, 15 Dmitrij Volkov, 16 Viktor Poletaev, 17 Maksim Žigalov, 18 Egor Kljuka, 19 Sergej Nikitin, 20 Roman Bragin, CT: Sergej Šljapnikov

## Classifica finale
| Pos | Squadre     |
| --- | ----------- |
|     | Germania    |
|     | Bulgaria    |
|     | Russia      |
| 4   | Polonia     |
| 5   | Francia     |
| 5   | Serbia      |
| 5   | Slovacchia  |
| 5   | Turchia     |
| 9   | Belgio      |
| 9   | Finlandia   |
| 11  | Azerbaigian |
| 11  | Italia      |